# 庐山荚蒾
庐山荚蒾（学名：Viburnum dilatatum var. fulvotomentosum）为忍冬科荚蒾属下的一个变种。